# Лемонт Доузер
Лемонт Герберт Доузер (англ. Lamont Dozier, [ləˈmɒnt ˈdoʊʒər]; 16 червня 1941, Детройт, США — 8 серпня 2022) — американський співак, автор пісень і продюсер. Співавтор і продюсер 14 синглів, які стали № 1 у списку «Білборд» і чотирьох у Великій Британії.

## Кар'єра
Авторське та продюсерське тріо Голланд–Доузер–Голланд відповідальне за більшу частину звучання Motown і численні хіти таких артистів як «Martha and the Vandellas», «The Supremes», «The Four Tops» і «The Isley Brothers». Разом з Браяном Голландом Доузер був музичним аранжувальником і продюсером команди, тоді як Едді Голланд зосереджувався переважно на текстах і вокальній постановці.
Разом з братами Голландами Доузер продовжив свою роботу для Motown Records як засновник і власник Invictus Records і Hot Wax Records, продюсувавши хіти для виконавців Фріди Пейн, «Honey Cone», «Chairmen of Board» і «100 Proof Aged in Soul».

### Початок кар'єри
Доузер записав кілька невдалих платівок для різних детройтських лейблів, потім об'єднався у тріо — команду сценаристів і продюсерів Motown у 1962 році. Успіх прийшов наступного року з виконанням їхніх пісень «Martha and The Vandellas», зокрема «Come and Get These Memories» (№ 6 R&B), «Heatwave» (№ 1 R&B, № 4 поп) і «Quicksand» (№ 8 поп).
У 1964 році «Where Did Our Love Go» став першим із десяти найкращих попхітів, які Голланд–Доузер–Голланд написали та зпродюсували для Supremes протягом наступних трьох років. У 1968 році тріо залишило Motown і створили лейбли Invictus і Hot Wax, Доузер почав записуватись як співак на цих лейблах. Найуспішнішою стала пісня «Why Can't We Be Lovers» (№ 9 «Біборд» R&B). Доузер покинув Голланд–Доузер–Голланд у 1973 році, його замінив новий аранжувальник-продюсер Гарольд Бітті.

### Виконавець
Доузер записав кілька альбомів як виконавець, а також написав значну частину матеріалу. Альбом 1977 року «Peddlin' Music on the Side» (Warner Bros. Records) містив «Going Back to My Roots», який пізніше виконав гурт «Odyssey». Попередній «Black Bach» (ABC Records) містив сингл «Fish Ain't Bitin'» (№ 4 R&B, № 26 попмузика).
Його найпопулярнішою піснею стала «Tringing to Hold on to My Woman» (ABC) 1974 року, яка посіла 15 місце у попчарті та 4 місце в R&B-чарті. Для другого сезону телесеріалу «Це моя мама» (ABC, 1975) Доузер написав і заспівав головну пісню, замінивши лише інструментальну музичну тему першого сезону. У 1981 році він записав пісню «Cool Me Out» і випустив сингл «Shout About It» зі свого альбому «Lamont». Композицію активно програвали на британських соул-радіостанціях, а на початку 1980-х років її просував британський ді-джей Роббі Вінсент для британської аудиторії.

### Композитор
У 1980-х роках Доузер разом з Філом Коллінзом написав пісню «Two Hearts», яка прозвучала у фільмі «Бастер» і стала популярною. «Two Hearts» отримала нагороду «Золотий глобус» як найкраща оригінальна пісня, розділивши нагороду з піснею Карлі Саймон «Let the River Run» зі стрічки «Ділова дівчина»; номінацію на премію «Оскар» як найкраща оригінальна пісня; премію «Греммі» як найкраща пісня для кіно чи телебачення. Коллінз і Доузер також автори «Loco in Acapulco» для «The Four Tops», яка також увійшла до саундтреку «Бастера».
У 1984 році англійська співачка Елісон Моє потрапила до топ-40 хітів США з піснею Доузера «Invisible». Через три роки Доузер разом з фронтменом «Simply Red» Міком Хакнеллом написав «Infidelity» та «Suffer» для другого альбому британського поп-соул гурту «Men and Women». У 1989 році вони знову об'єдналися та написали «You've Got It» і «Turn It Up» для наступного альбому «Simply Red» «A New Flame».
У 1987 році Ламонт Доузер написав пісню «Without You» для фільму, яку виконав дует R&B-співаків Пібо Брайсон і Регіна Белл. Композицію обрали любовною темою кінокомедії «Леонард Частина 6», випущеної того ж року. Пісня вийшла як сингл й увійшла до музичних чартів США та Великої Британії, посіла 8 місце в Adult Contemporary Tracks, 14 місце у чарті R&B, 85 місце у UK Singles і 89 у Billboard Hot 100 (1987—1988). «Without You» з'явилася в альбомі Пібо Брайсона «Positive» 1988 року.
«Without You» отримала дві адаптації «Amor Dividido»: португальську (1989) виконала бразильська співачка Розаною й іспанську (1990) у виконанні дуету Розани з мексиканським співаком Еммануелем.
Він один зі сценаристів мюзиклу «Motown: The Musical».

## Нагороди та відзнаки
У 1990 році Доузера та братів Голландів включено до Зали слави рок-н-ролу.
У 2009 році він працював над музикою для музично-сценічної версії фільму 1996 року «Клуб перших дружин». Він також викладав залікові курси з популярної музики як постійний професор на факультеті Школи музики Торнтон Університету Південної Каліфорнії у 2008 році.

## Особисте життя та смерть
Доузер був одружений тричі. Його перші два шлюби, з Елізабет Енн Браун і Дафною Дюма, закінчилися розлученнями. Його третій шлюб з Барбарою Уллман тривав з 1980 року до її смерті у 2021 році. У них було троє дітей.
Доузер помер у своєму будинку поблизу Скоттсдейла, штат Аризона, 8 серпня 2022 року у віці 81 року.

## Дискографія

### Альбоми
| Рік                      | Альбом                       | Позиції       | Позиції                | Примітки           |
| Рік                      | Альбом                       | Billboard 200 | Top R&B/Hip-Hop Albums | Примітки           |
| ------------------------ | ---------------------------- | ------------- | ---------------------- | ------------------ |
| 1973                     | Out Here on My Own           | 136           | 11                     | ABC                |
| 1974                     | Black Bach                   | 186           | 27                     | ABC                |
| 1974                     | Love and Beauty              | —             | —                      | Invictus           |
| 1976                     | Right There                  | —             | 59                     | Warner Bros.       |
| 1977                     | Peddlin' Music on the Side   | —             | 59                     | Warner Bros.       |
| 1979                     | Bittersweet                  | —             | —                      | Warner Bros.       |
| 1981                     | Working on You               | —             | —                      | Columbia           |
| 1981                     | Lamont                       | —             | —                      | M&M                |
| 1983                     | Bigger Than Life             | —             | —                      | Demon Records      |
| 1991                     | Inside Seduction             | —             | 28                     | Atlantic           |
| 2004                     | Reflections of Lamont Dozier | —             | 74                     | Jam Right/Zebra    |
| 2018                     | Reimagination                | —             | —                      | V2 Benelux (H'Art) |
| «—» не потрапили в чарт. |                              |               |                        |                    |

### Сингли
У складі The Romeos:
- «Gone, Gone, Get Away» (1957); Fox 749
- «Moments to Remember You By» (1957); Fox 846

У складі The Voice Masters:
- «Hope and Pray» (1959); Anna 101
- «Needed» (1959); Anna 102
- «In Love in Vain» (1960); Frisco 15235

У складі Ty Hunter і The Voice Masters :
- «Orphan Boy» (1960); Anna 1114
- «Free» (1960); Anna 1123

У складі La Mont Anthony :
- «Popeye (The Sailor Man)» (1961) withdrawn, and replaced by «Benny the Skinny Man» (same backing track, new vocal); Anna 1125
- «Benny the Skinny Man» (1961); Anna 1125
- «Just to Be Loved» / «I Didn't Know (What a Good Thing I Had)» (1961); Checkmate 1001

Як Ламонт Доузер і частина Holland-Dozier (Ламонт Доузер та Браян Голланд):
| рік                                                                                  | Назва                                                       | Пікові позиції на діаграмі | Пікові позиції на діаграмі | Пікові позиції на діаграмі | Пікові позиції на діаграмі |
| рік                                                                                  | Назва                                                       | Поп США                    | R&B США                    | Танецювальна музика США    | Велика Британія            |
| ------------------------------------------------------------------------------------ | ----------------------------------------------------------- | -------------------------- | -------------------------- | -------------------------- | -------------------------- |
| 1962                                                                                 | «Dearest One»                                               | ―                          | ―                          | ―                          | ―                          |
| 1972                                                                                 | «Why Can't We Be Lovers» (as Holland-Dozier)                | 57                         | 9                          | ―                          | 29                         |
| 1972                                                                                 | «Don't Leave Me Starvin' for Your Love» (as Holland-Dozier) | 52                         | 13                         | ―                          | ―                          |
| 1973                                                                                 | «New Breed Kinda Woman» (as Holland-Dozier)                 | ―                          | 61                         | ―                          | ―                          |
| 1973                                                                                 | «Trying to Hold on to My Woman»                             | 15                         | 4                          | ―                          | ―                          |
| 1973                                                                                 | «Fish Ain't Bitin»                                          | 26                         | 4                          | ―                          | ―                          |
| 1974                                                                                 | «Let Me Start Tonite»                                       | 87                         | 4                          | ―                          | ―                          |
| 1974                                                                                 | «All Cried Out»                                             | ―                          | 41                         | ―                          | ―                          |
| 1976                                                                                 | «Can't Get Off Until the Feeling Stops»                     | ―                          | 89                         | ―                          | ―                          |
| 1977                                                                                 | «Going Back to My Roots»                                    | ―                          | ―                          | 35                         | ―                          |
| 1979                                                                                 | «Boogie Business»                                           | ―                          | ―                          | 47                         | ―                          |
| 1981                                                                                 | «Shout About It»                                            | ―                          | 61                         | ―                          | ―                          |
| 1991                                                                                 | «Love in the Rain»                                          | ―                          | 60                         | ―                          | ―                          |
| «—» позначає релізи, які не потрапили в чарти або не були випущені на цій території. |                                                             |                            |                            |                            |                            |

### Як композитор
- 1984: «Invisible» — Елісон Моєт
- 1987: «Without You» — Пібо Брайсон і Регіна Белл[9]
- 1988: «Hold On to Love» — Джон Андерсон
- 1989: «Two Hearts» — Філ Коллінз[23]
- 1989: «Amor Dividido (Without You)» (португальська) — Розана[15]
- 1990: «Amor Dividido (Without You)» (іспанська) — Розана та Еммануель[15]
- 1990: «Anything Is Possible» — Деббі Гібсон
- 2004: «Spoiled» — Джосс Стоун